# فرنسيس ديد
فرنسيس ديد هو سياسي أمريكي، ولد في 1621 في إنجلترا في المملكة المتحدة، وتوفي في 1 مايو 1662.